# Spodnja Rečica (gmina Laško)
Spodnja Rečica – wieś w Słowenii, w gminie Laško. W 2018 roku liczyła 602 mieszkańców.